# Львівське Успенське братство
Льві́вське бра́тство, Успенське ставропігійне братство у Львові, Львівська ставропігія — братство, національно-релігійна громадська організація православних українських, грецьких міщан Львова. Найстаріше і одне з найвизначніших українських церковних братств 15 — 18 століть.
Почало діяльність близько 1439 року, початки його значного розвитку припали на 1580-ті роки. Діяло до 1788 р. Ініціаторами заснування Львівського братства були середньозаможні купці та ремісники Юрій та Іван Рогатинці, Іван та Дмитро Красовські, Л. Малецький та інші.

## Коротка історія

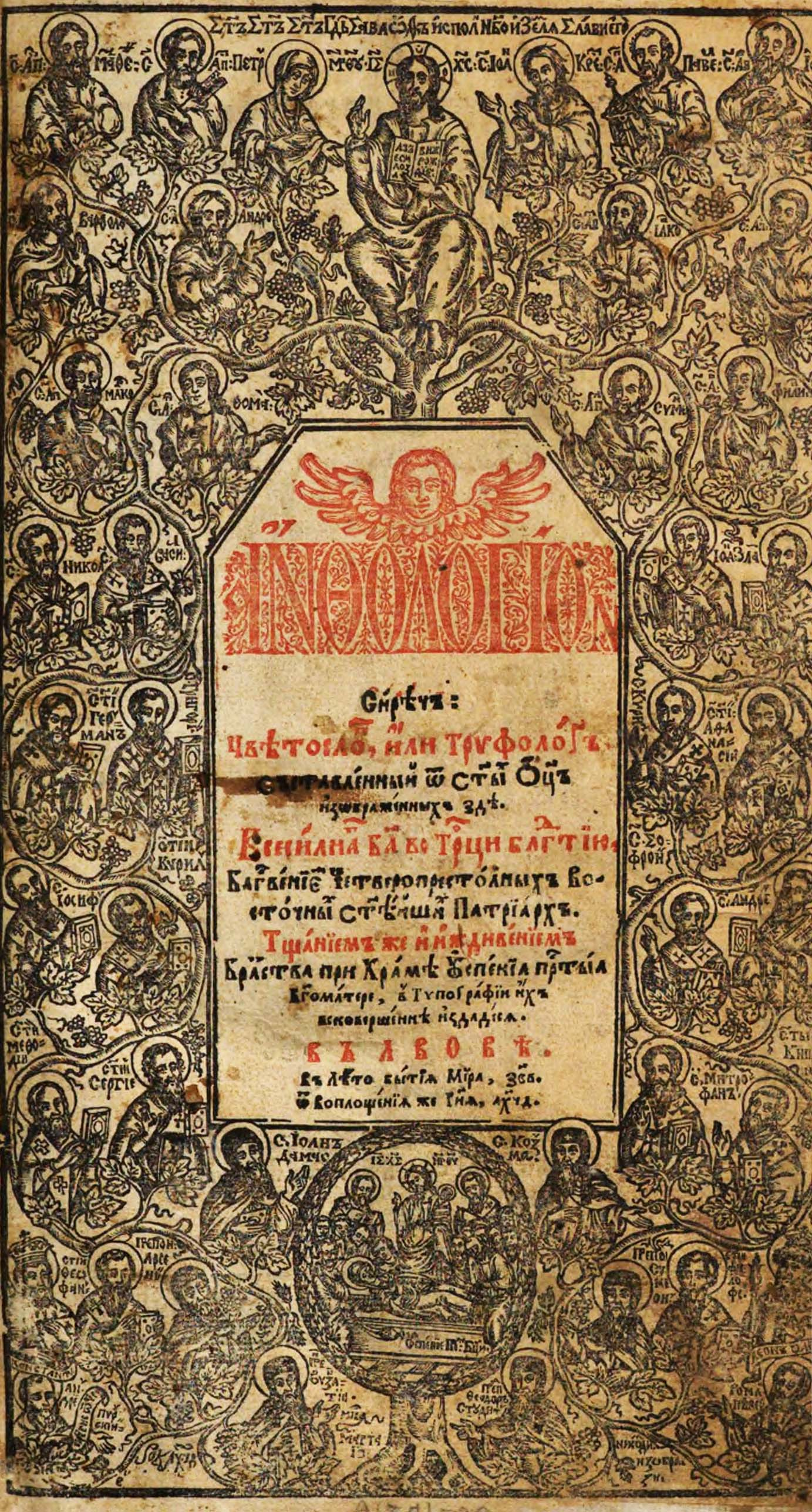
«Анфологіон», надрукований у друкарні Львівського Успенського братства, 1694 р.

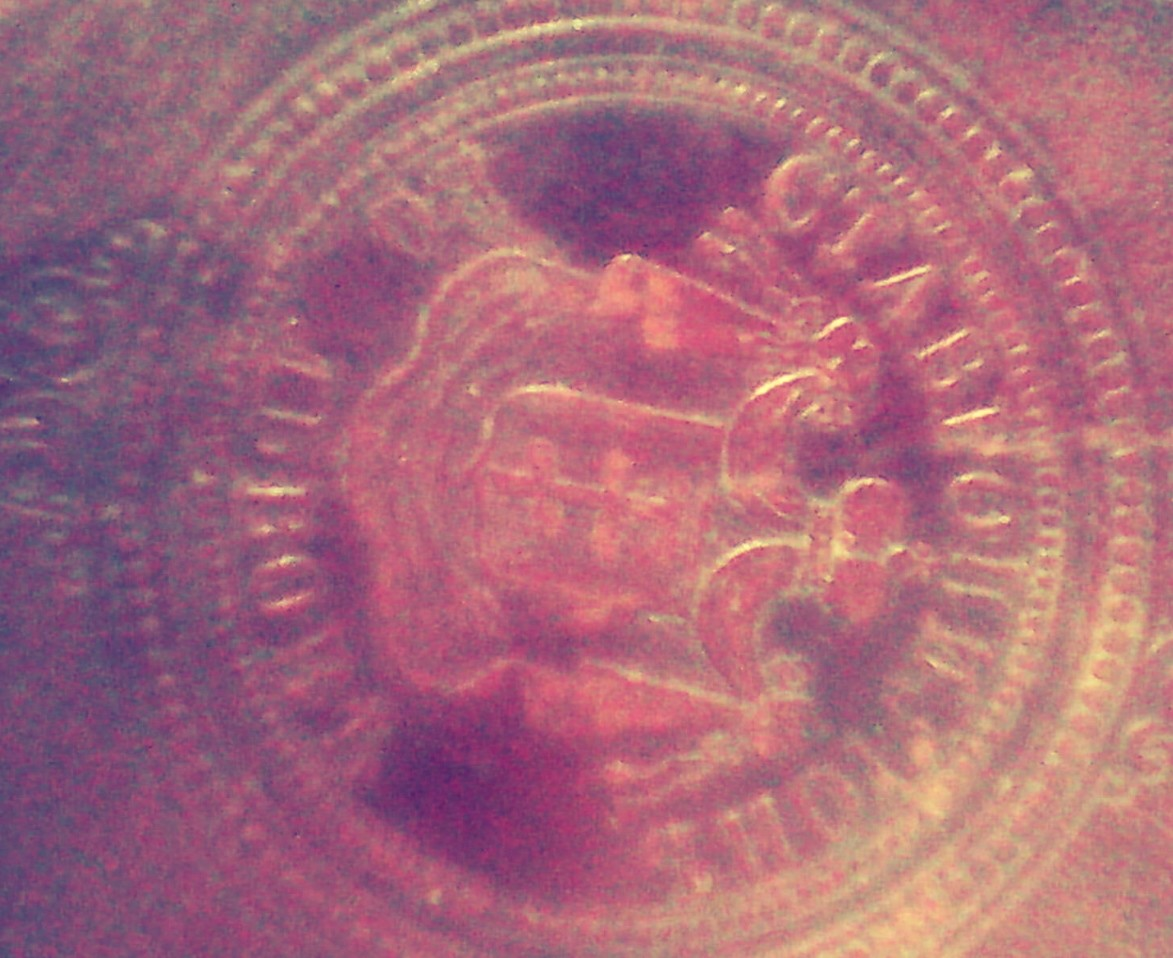
Герб ставропігійського братства на задній обкладинці служебника

### Успенське церковне братство
Братство при Успенській церкві постало в XV столітті. Згадуване вже в історичних джерелах під 1463 роком. Від 1530-х років розвивало більшу діяльність

### Ставропігійне братство
Затверджений у січні 1586 р. антіохійським патріархом Йоакимом V Дау статут Львівського братства встановлював за братством право зверхності над іншими братствами та контроль за духовенством, у тому числі єпископами. Незабаром братство домоглося права ставропігії — непідлеглості місцевим православним єпископам. Згодом його статут став зразком для ряду православних братств Західної та Правобережної України. Активну участь у громадському житті братства брали: Стефан Зизаній, Лаврентій Зизаній, Кирило Ставровецький, Іов Борецький, Памво Беринда та інші українські діячі культури та освіти. Боротьбу братства проти національно-релігійних утисків підтримували деякі православні магнати (Костянтин-Василь Острозький та інші).
Боротьба братства із засиллям духовенства у громадському і культурному житті була одним з проявів реформації в Україні. Львівське братство протягом тривалого часу очолювало боротьбу українського населення Галичини проти насильного запровадження Берестейської церковної унії 1596 року, виступало проти соціально-політичного гноблення та національно-релігійних утисків з боку польсько-шляхетської влади.
Константинопольський патріарх Єремія II Транос, перебуваючи на українських землях, у грудні 1586 року надав право ставропігії Львівському Успенському братству.
1539 року заходами братства відновлено Львівську єпархію. Добивалося релігійної та професійної рівноправности з католиками й міщанами польського походження.
Мали конфлікти з львівським єпископом Гедеоном Балабаном, його небожем Ісаєю. 21 січня 1602 року було укладено угоду з Г. Балабаном, за якою братство мало сприйняти можливість спадкоємності на посаді львівського єпископа.
Мало тісні політичні і культурні зв'язки з Молдавією, Московією, південними слов'янами, Грецією, підтримувало визвольну війну українського народу 1648–1654 років. Братство намагалося створити у Львові міське самоврядування, незалежне від влади шляхетської Польщі. Братству належала львівська братська друкарня, його коштом утримувалася Львівська братська школа.
До Львівського Успенського Братства могли належати люди різних станів, а також православні особи з інших міст і країн. З членських внесків, прибутків з продажу книг, дарів і дотацій воно утримувало церкву Успіння і монастир святого Онуфрія, що були його власністю, вело друкарню і школу. Братство організувало у Львові шпиталь — притулок для непрацездатних, подавало матеріальну допомогу своїм незаможним членам. З середини 17 ст. керівництво братства захопили багаті купці. Систематичні грубі насильства з боку польсько-шляхетської влади, а також розорення братства 1704 року шведськими загарбниками привели до занепаду і зменшення його ролі у суспільно-політичному, громадському і культурному житті України-Русі.
Значну увагу воно приділяло розвитку українського образотворчого мистецтва.
1708 року під тиском львівського католицького архиєпископа Константи Юзефа Зелінського, братство змушене було прийняти унію. Натомість одержало від папи Климента XI ґарантію своїх прав як ставропігії, і обмежило свою діяльність церковними справами. Попри прийняття унії, переважна більшість його членів продовжувала виступати проти експансії католицизму, за збереження і зміцнення політичних, економічних, культурних та релігійних зв'язків західноукраїнських земель з Московією.
Польський політик-консерватор, історик, дослідник культури, Владислав Лозінський в своїй праці «Patrycyat i mieszczaństwo lwowskie w XVI i XVII wieku» (1890) вказував, що документацію (списки, протоколи) вони вели польською мовою.
Після прилучення Галичини до Австрії, 1788 року австрійський уряд спочатку ліквідував братство, але ще цього ж року відновив, уже з іншим статутом, і під назвою Ставропігійський Інститут воно проіснувало до 1939 року, перебуваючи здебільшого під проводом і впливом діячів москвофільського напряму.

### Відомі старійшини братства
- Юрій Рогатинець у 1586—1608 роках
- Іван Рогатинець у 1586—1603 роках
- Іван Красовський у 1586—1611 роках
- Ієронім Сапричця у 1590—1599 роках
- Костянтин Мадзапета у 1633—1640 роках
- Павло Лаврисевич у 1645—1662 роках
- Степан Лаврисевич у 1665—1672 роках
- Стефан Лясковський у 1710-х роках
- Петро Семенович у 1710-х роках

## Друкарня
Львівське Успенське Братство вело широку видавничу й освітню діяльність, що її головною основою була власна друкарня, на базі колективної друкарні Івана Федоровича, викупленої в 1586 — 89 роках із застави у Ізраїля Якубовича. Перші зі збережених видань братської друкарні опубліковано 1591 року: грамота патріарха Єремії від 1589 року, збірка віршів на пошану митрополита Михайло (Рагоза)|Михайла Рогози під назвою «Просфонема» та відома під назвою «Адельфотес» (братство) «Грамматика доброглаголиваго еллинословенскаго языка». Від 1591 до 1722 в братській друкарні надруковано 140 книг у 160 000 примірниках, зокрема, крім богослужбових книг, багато шкільних підручників і творів полемічної літератури. У першій половині 17 століття Львівське Успенське Братство видало по три видання «Октоїха» (1630, 1639, 1644), Апостола" (1634, 1637, 1648), «Анфологіона, або Трефолоя» (1632, 1638, 1643), два видання «Євангелія» (1636, 1644) та ін. З пізніших видань важливіші: «Ключъ разумЂнія» (1663 і 1665) і «Небо новое» (1665) І. Ґалятовського, «Іфіка Ієрополітика» (1760). Між керівниками друкарні були в 16 столітті чернець Мина, р. Никифор, у 18 столітті Михайло Сльозка, Андрій Скульський та ін. Книги львівської братської друкарні розходилися по всій Україні, як також у Білорусі, Волощині, Молдавії, Болгарії, Сербії. В Росії ввіз і продаж львівських книг був заборонений; Петро I дозволив окремою грамотою Львівському Успенському Братству продаж книг, але тільки в Східній Україні. Широку видавничу діяльність продовжувала братська друкарня також і протягом 18 століття, а особливо у 19 і 20 століттях до 1939 року як Друкарня Ставропігійського Інституту.

## Школа
На кошти з продажу братство утримувало засновану 8 жовтня 1586 року «школу грецкую і рускую», що була першою братською школою на всій Україні. Ця школа діяла на підставі окремого, виробленого засновниками і першим ректором школи Арсенієм, єпископом елласонським, статуту, який є найдавнішою пам'яткою цього роду в українській педагогічній літературі. В школу приймали не тільки дітей міщан, але й нижчих верств населення. Навчання відбувалося тодішньою українською мовою. Предметами навчання були: слов'янська, грецька (до 1680-их років), латинська (з 1604) і польська (лише принагідно) мови, богослов'я, філософія, граматика, риторика, поетика, діалектика, математика, астрономія і музика. Підготовкою вчительських кадрів і видаванням шкільних підручників школа відіграла видатну роль у розвитку шкільництва й освіти не тільки в Україні, де за її зразком постало чимало братських шкіл, але також і в Білорусі, Росії, Волощині, Молдавії та ін. країнах. Між ректорами і викладачами були такі визначні діячі української культури, як Лаврентій і Степан Зизанії, Кирило Ставровецький, Йов Борецький, Олександер Мітура, Захарія Копистенський, Памва Беринда, Федір Сидорович, Микола Грек та ін. У 18 столітті школа почала занепадати. Педагогічну діяльність відновлено вже в рамках Ставропігійського Інституту, який, крім школи, утримував до 1939 року також окрему бурсу.

## Будівельна діяльність
При матеріальній допомозі господарів Молдавії, церковних братств Речі Посполитої, української шляхти, царів Московського царства Львівське братство збудувало визначну пам'ятку архітектури у Львові — Успенську церкву.
Протягом XVI—XVIII століть братство забудувало чотирикутник між теперішніми вулицями Руською, Федорова (колишня Бляхарська), Зацерковною (тепер сквер між костелом домініканців і будинком № 9 на вул. Федорова). Знаходились, зокрема, головний будинок братства, будинок друкарні, 2 школи, інші прибудови. Будівлі не збереглись, на їх місці зараз будинки з кінця ХІХ ст.
В головнім будинку відбувались зібрання, наради братства; в Томину (провідну, тобто першу після Великодня) неділю — вибори старшини.

## Бібліотека
Зародком бібліотеки Львівського братства можна вважати збірку з 55 богослужбових книг, що була при львівській Успенській церкві, і книжкове зібрання Онуфріївського монастиря. Заможні члени братства мали значні бібліотеки, які мали релігійний, філософський та науковий зміст. Серед усіх найвідомішими зібраннями володіли брати Юрій та Іван Рогатинці (80 книг), Лесько Малецький (23 книги), Роман Стрілецький (23 книги), Костянтин Мадзапета (212 книг), Іван Горбачевський (30 книг), Антон Левинський (117 книг). Значна частина була передана до бібліотеки братства.
За реєстром 1619 року у бібліотеці львівських братчиків налічувалося вже більше 250 видань та рукописів (близько 200 назв). В інвентарному описі бібліотеки Львівського братства 1688 року виділено в окремий відділ «греко-латинські книги», тобто праці грецьких авторів у перекладі латиною. Кількість творів українських письменників поступово зростала, зокрема надійшли «Ключ разуменія» (Київ, 1659), «Небо новое» (Львів: друк. М. Сльозки, 1665), «Месія правдивий» (Київ, 1669) Іоанікія Ґалятовського, «Огородок Марії Богородиці» (Київ, 1676) та «Вінець Христов» (Київ, 1688) Антонія Радивиловського і польськомовні твори українських авторів «Епанортозіс або Перспектива» Касіяна Саковича (Краків, 1642), «Літос» Петра Могили, що був надрукований під псевдонімом Євсевія Піміна (Київ, 1644). В реєстрах бібліотеки Львівського братства XVII ст. писали польською або українською мовами.
Відомо, що книгами з бібліотеки Львівського братства користувалися друкарі, коректори, автори передмов під час підготовки видань до друку, а також для наукової праці. У 1616 році Памво Беринда взяв у братстві 20 книжок «О воспитаніи чад» для продажу та латинський словник для роботи над «Лексиконом словенороським». З бібліотеки Львівського братства книги розповсюджувалися не лише в Галичині, Волині та в інших регіонах України, а й в Московії, Польщі, Молдавії, Волощині та в інших країнах.
Після 1708 року Львівське братство почало збирати в своїй бібліотеці праці католиків (богословські трактати, полемічні твори тощо). Також у ракурсі римо-католицького погляду відбиралися праці з історії, філософії, юриспруденції тощо. За період 1688—1732 років бібліотека поповнилася працями Аристотеля, Епіктета, Ксенофонта, Цицерона, Агріколи, Генебрарді, сучасними трактатами, переважно латиною, з юриспруденції, теології, діалектики, етики, риторики, логіки, фізики та ін. Всього за цим описом значився 361 примірник (344 назв), що майже на 100 примірників менше, ніж було в 1688 році.
Комісія нунціатури в 1726 році провела ревізію фонду та встановила, що книги, які зберігаються в бібліотеці братства, не відповідають католицькій вірі. Незабаром вона заборонила діяльність бібліотеки та друкарні. Всі книжки, що не відповідали католицькому канону, вилучали та знищували. За роки роботи спеціальної комісії (1726, 1732, 1758—1760) було знищено багато унікальних рукописів та цінних видань. Інвентарний опис бібліотеки Львівського братства 1732 р. відрізнявся від попередніх тим, що книги були систематизовані не тільки за мовною ознакою, а й розподілені на рукописи і друки. При описі книг вказувався, як правило, тільки автор чи коротка назва праці, що ускладнює ідентифікацію книг. У 1779 році більшість книжок бібліотеки Львівського братства згоріла під час пожежі (залишилися лише ті, що перебували у читачів). Достеменно встановити, скільки було видань на той час, неможливо, але дослідники припускають, що в бібліотеці братства було приблизно 1000 книг.
Аналіз динаміки книжкового фонду бібліотеки Львівського братства показує, що протягом XVII ст. ця книжкова колекція збільшилася у чотири рази, а ще через століття кількість книжок зросла вдвічі: в 1601 році фонд бібліотеки нараховував приблизно 120 назв; в 1637 році — 263 назви; в 1732—344 назви; в 1777 — близько 890 назв.

## Відродження
Братство відродилося 1989 року за ініціативи священиків Володимира Яреми та Ігоря Бурмила, мирян Богдана Рожака, Святослава Яреми, Віри Маркович і Віри Махніцької, як львівське крайове ставропігійне Братство святого апостола Андрія Первозваного.

### Успенська вежа
Братство має друкований орган — газету «Успенська вежа», створену в березні 1991 року. Через чотири роки, з 1995-го, газета стала всеукраїнською. Станом на 1997 рік газета була найдешевшою в Україні. Річна передплата коштувала 2,87 гривні на рік.
«Успенська вежа» видається та утримується коштом постійних читачів та братчиків.
Головними редакторами видання з часу його створення були Роман Мисаковець, Андрій Юраш, Святослав Ярема, Петро Шиприкевич, отець Йосип Богдан, Олег Пендерецький, Марія Горбаль Зараз видання очолює Тарас Вархоляк.
11 березня 2021 р. за участі активу православних львів'ян, представників Кабінету Міністрів, ЛОДА, ЛМР, Митрополита Макарія організованого круглий стіл "30років живого слова". Свої вітання та благословення надіслав подячною грамотою Митрополит Епіфаній, Глава Православної Церкви України.
28 вересня 2021 р. у Львівському музеї історії релігії відкрито виставку "Світ Львівської Ставропігії", яка розповідає про 30 річчя діяльності Братства та часопису "Успенська Вежа". На відкриття прибули Митрополит ПЦУ Макарій, Заступник Голови Львівської ОДА Іван Собко, депутат ЛОР та Голова ГО "Надсяння" Соломія Риботицька, чисельне диховество, братчики та вихованці Львівської духовної семінарії ПЦУ.

### Хор Ставрос
Хоровий колектив створений 1999 року на основі Братства з вірян львівських храмів УАПЦ.
Протягом останніх років колектив відвідує з колядою львівські громади ПЦУ (УАПЦ), із пам'ятними заходами, приуроченими патріарху Димитрію та урочистими програмами до дня Матері — міста Миколаїв та Золочів, був щорічним учасником Всеукраїнських з'їздів Братства св. ап. Андрія Первозваного в Каневі.
У серпні 2012, 2013 та 2016 рр. колектив відвідав українську громаду Румунії, де взяв участь у міжнародному фестивалі української церковної пісні, 2014 — м. Мюнхен (Німеччина) — святкування храмового празника святих апостолів Петра і Павла громадою УАПЦ, 2015 та 2016 роки — участь у міжнародному фестивалі коляд і пастерок у Тісній (Польща), 2015 — участь у міжнародному фестивалі «Дні української культури на Балканському морі» (м. Рига, Латвія), 2016 — участь у міжнародному фестивалі «Схід і Захід разом» (м. Радомсько, Польща), 2017 І 2019 - м. Гіжицьк (Польща) "Дні церковної музики".  Протягом 2011—2015 рр. хор регулярно відвідував із місійною діяльністю українські громади Підкарпатського воєводства Польщі — Сянік, Перемишль, Морохів, Уйковичі, Мокре, Команча.
Також колектив веде активну діяльність на парафіях УАПЦ Львова та Львівщини: із колядою та святковими програмами відвідує громади Львова, супроводжує співом св. літургію на дитячих та єпархіальних прощах на Святій горі у селі Ушня, міжпарафіяльних зустрічах, організованих у формі фестивалів («Великодні дзвони», «Ой на Івана», «Кермеш на Покрову», «Богородице Діво, радуйся» у селах Вихопні і Вирів, Гончари.
24 листопада 2019 р. хор супруводжував у м. Константинопіль (Стамбул, Туреччина) св. Літургію, яку очолив Вселенський Патріярх Варфоломій. 
Хор є щорічним співорганізатором заходів, які організовує братство.
У творчому доробку колективу — два аудіодиски з колядками та диск із духовними піснеспівами.
Одним із перших диригентів хору був Іван Кушнір. Згодом хор очолювали Михайло Савко, Ольга Деревецька, Леся Степаняк. Сучасний керівник хору — Руслан Ляшенко.

## У літературі
- «Львівське братство» — роман Івана Савчина
- «Манускрипт з вулиці Руської» — книга Романа Іваничука